# Froher Tag, verlangte Stunden, BWV Anh. 18
Froher Tag, verlangte Stunden, BWV Anh. 18 (Dies feliços, hores desitjades) és una cantata perduda de Bach, estrenada a Leipzig el 5 de juny de 1732, amb motiu de la reconstrucció de l'Escola de Sant Tomàs (Thomasschule). El text és de Johann Heinrich Winckler, i fou aprofitat per Picander en la cantata BWV Anh. 12, també perduda. De la música només es conserva el primer moviment que fou parodiat en el cor inicial de l'Oratori de l'Ascensió, BWV 11.